# Giannella
Giannella is een plaats (frazione) in de Italiaanse gemeente Orbetello.